# 파주우체국
파주우체국(坡州郵遞局)은 대한민국 과학기술정보통신부 우정사업본부 경인지방우정청 소속의 우체국이다. 경기도 파주시 새꽃로 1(금촌동)에 있다.

## 연혁
- 1904년 10월: 교하우편소 개소
- 1905년 5월 18일 : 교하임시우체소 설치[1]
- 1906년 8월 1일 : 문산우편수취소 설치[2]
- 1906년 12월 1일 : 교하우체소로 개칭[3]
- 1907년 4월 1일 : 문산우편소 설치[4]
- 1910년 12월 25일 : 교하우편소 설치[5]
- 1923년 3월 16일 : 문산우편국 폐지
- 1924년 11월 16일 : 금촌우편소로 이전 및 개칭[6]
- 1941년 2월 1일 : 금촌우편소가 금촌우편국으로 개칭, 문산우편소가 문산우편국으로 개칭[7]
- 1950년 9월 22일 : 제109군사우체국 개국
- 1961년 8월 1일 : 문산우체국 개국[8]
- 1961년 11월 21일 : 법원리우체국 개국[9]
- 1962년 4월 26일 : 광탄우체국 별정우체국 개국[10]
- 1962년 9월 1일 : 법원리우체국 적성분국 개국[11]
- 1963년 8월 21일 : 파평우체국 별정우체국 개국[12]
- 1963년 8월 25일 : 봉일천우체국 별정우체국 개국[12]
- 1964년 9월 25일 : 교하우체국 개국[13]
- 1964년 10월 20일 : 탄현우체국 별정우체국 개국[13]
- 1965년 7월 20일 : 주내우체국 연풍분국 개국[14]
- 1965년 11월 10일 : 월롱우체국 별정우체국 개국[15]
- 1966년 12월 30일 : 법원리우체국 웅담분국 개국[16]
- 1971년 12월: 금촌우체국으로 개칭(사무관국 승격)
- 1972년 7월 15일 : 통일로 확장으로 인해 월롱우체국을 위전리에서 영래리로 이전[17]
- 1976년 1월 6일 : 주내우체국 연풍분국이 경기연풍우체국으로 승격[18]
- 1983년 9월 19일 : 주내우체국이 경기파주우체국으로 명칭 변경[19]
- 1985년 12월 30일 : 임진각우편취급소 개소[20]
- 1986년 10월 15일 : 광탄우체국 청사 신축
- 1988년 9월 22일 : 봉일천우체국 청사 신축이전
- 1991년 8월: 현 청사로 신축 이전
- 1992년 11월 23일 : 파주우체국으로 개칭[21]
- 1998년 11월 2일 : 파주금촌1동우편취급소 개국[22]
- 2000년 8월 1일 : 파주동패우편취급소 개국[23]
- 2004년 7월 1일: 경기연풍우체국을 파주연풍우체국으로 명칭 변경[24]
- 2005년 1월 1일 : 파주웅담우체국 폐국[25]
- 2005년 2월 1일 : 제109군사우체국이 파주우체국 제109군사우편출장소로 개칭
- 2006년 1월 1일 : 통일동산우체국 개국
- 2007년 10월: 현 청사로 신축 이전(금촌동 1023번지)
- 2008년 5월 6일 : 파주금촌1동우편취급국을 파주금촌3동우편취급국으로 명칭 변경
- 2008년 12월 31일: 금촌출장소 폐국[26], 파주웅담우체국 폐국 및 파주우체국 웅담출장소 개국[27]
- 2010년 1월 4일: 파주금촌동우체국 개국[28]
- 2010년 11월 8일: 우편구역을 다음과 같이 고시[29]

| 배달국     | 배달구역 |
| ---------- | --- |
| 파주우체국 | 파주시 금촌동 · 금능동 · 아동동 · 야동동 · 검산동 · 맥금동 · 조리읍 · 교하읍 · 탄현면 · 월롱면 · 광탄면 (단, 적성면은 적성우체국에서 배달) |
| 문산우체국 | 문산읍 · 파주읍 · 법원읍 · 파평면 · 진동면 · 군내면 · 장단면                                                                               |
| 적성우체국 | 적성면 |

- 2013년 1월 31일: 파주동패우편취급국 위탁계약 해지[30]
- 2014년 1월 1일: 4급 관서로 승격[31], 우편구역을 다음과 같이 고시[32]

| 배달국     | 배달구역                                                                                                | 구역번호                                                             |
| ---------- | --- | -------------------------------------------------------------------- |
| 파주우체국 | 파주시 전지역 (단, 문산읍 · 법원읍 · 파주읍 · 파평면 · 군내면 · 장단면 · 진서면 · 진동면 · 적성면 제외) | 10830 ~ 10831 10844 ~ 10955 (10837, 10839, 10842, 10843 일부)        |
| 문산우체국 | 문산읍 · 법원읍 · 파주읍 · 파평면 · 군내면 · 장단면 · 진서면 · 진동면                                   | 10806 ~ 10829 10832 ~ 10841 (10801, 10837, 10839, 10842, 10843 일부) |
| 적성우체국 | 적성면                                                                                                  | 10802 ~ 10805 (10801 일부)                                           |

- 2014년 6월 9일 : 파주운정동우체국 개국
- 2016년 6월 30일: 광탄우체국 별정우체국 지정 해지[33] 및 폐국[34], 파주광탄우편취급국 개국
- 2016년 7월 1일: 파주웅담출장소 점심시간 휴무 실시[35]
- 2018년 1월 2일: 파주연풍우체국 점심시간 휴무 실시[36]
- 2018년 9월 10일: 경기파주우체국을 파주주내우체국으로 명칭 변경[37]
- 2020년 9월 7일 : 파주웅담출장소, 파주연풍우체국 폐국[38] 및 파주웅담우편취급국, 파주연풍우편취급국 설치[39]
- 2020년 9월 15일 : 파주웅담우편취급국 창구업무 취급시간 변경[40]

## 관할 우체국
| 우체국명              | 사진 | 주소                                            | 비고                                                            |
| --------------------- | ---- | ----------------------------------------------- | --------------------------------------------------------------- |
| 광탄우체국            |      | 경기도 파주시 광탄면 혜음로 1112 (신산리)       | 2016년 6월 30일 폐국                                            |
| 교하우체국            |      | 경기도 파주시 돌단풍길 12(문발동)               | 1964년 9월 25일 개국 별정우체국                                 |
| 금촌출장소            |      | 경기도 파주시 금촌2동 1023                      | 2008년 12월 31일 폐국                                           |
| 문산우체국            |      | 경기도 파주시 문산읍 문향로 46                  |                                                                 |
| 법원리우체국          |      | 경기도 파주시 법원읍 사임당로 845               |                                                                 |
| 봉일천우체국          |      | 경기도 파주시 조리읍 봉천로 49-2                | 별정우체국                                                      |
| 월롱우체국            |      | 경기도 파주시 영태리 쉰우물길 13-7              | 별정우체국                                                      |
| 임진각우편취급소      |      | 경기도 파주시 문산읍 마정리                     |                                                                 |
| 적성우체국            |      | 경기도 파주시 적성면 청송로 1049                |                                                                 |
| 탄현우체국            |      | 경기도 파주시 탄현면 방촌로 651                 | 별정우체국                                                      |
| 통일동산우체국        |      | 경기도 파주시 탄현면 법흥로 13                  |                                                                 |
| 파주광탄우편취급국    |      | 경기도 파주시 광탄면 큰여울길 18 (신산리188-74) | 2016년 6월 30일 신설                                            |
| 파주금촌3동우편취급국 |      | 경기도 파주시 시청로 209(아동동)                | 2008년 5월 6일 파주금촌1동우편취급국에서 명칭 변경              |
| 파주금촌동우체국      |      | 경기도 파주시 문화로 92 (금촌동)                | 2010년 1월 4일 신설                                             |
| 파주동패우편취급국    |      | 경기도 파주시 교하로 421(동패동)                | 2000년 8월 1일 신설                                             |
| 파주연풍우체국        |      | 경기도 파주시 파주읍 술이홀로 443               | 2004년 7월 1일 경기연풍우체국에서 명칭 변경 2020년 9월 7일 폐국 |
| 파주연풍우편취급국    |      | 경기도 파주시 파주읍 술이홀로 443               | 2020년 9월 7일 신설                                             |
| 파주운정동우체국      |      | 경기도 파주시 금바위로 36                       | 2014년 6월 9일 신설                                             |
| 파주웅담우체국        |      | 경기도 파주시 법원읍 웅담리 386-5               | 2008년 12월 31일 폐국                                           |
| 파주웅담출장소        |      | 경기도 파주시 법원읍 술이훌로 170               | 2008년 12월 31일 신설 2020년 9월 7일 폐국                       |
| 파주웅담우편취급국    |      | 경기도 파주시 법원읍 술이홀로 1704              | 2020년 9월 7일 신설                                             |
| 파주주내우체국        |      | 경기도 파주시 파주읍 향교말길 8                 | 2018년 9월 10일 경기파주우체국에서 명칭 변경                    |
| 파평우체국            |      | 경기도 파주시 파평면 청송로 407                 |                                                                 |

## 조직
- 영업과
- 우편물류과
- 경영지도실